# Крутящаяся танцовщица
Крутящаяся танцовщица, также известный как иллюзия силуэта — кинетическая, бистабильная, анимированная оптическая иллюзия первоначально распространяемая в виде GIF-анимации, демонстрирующая пируэты танцовщицы. Иллюзия, созданная в 2003 году японским веб-дизайнером Нобуюки Каяхара, предполагает очевидное направление движения фигуры. Некоторые наблюдатели первоначально видят фигуру как вращающуюся по часовой стрелке (вид сверху), а некоторые против часовой стрелки. Кроме того, некоторые могут увидеть, как фигура внезапно изменяет направление вращения.
Иллюзия создается из-за отсутствия визуальных ориентиров глубины. Например, когда руки танцовщицы движутся от зрителя слева направо, можно видеть, как её руки проходят между телом и зрителем (то есть на переднем плане изображения, как будто фигура вращается против часовой стрелки на правой ноге), кроме в том же кадре руки танцовщицы можно представить, проходящие за телом танцовщицы (то есть на заднем плане рисунка, в этом случае наблюдатель видит танцовщицу вращающуюся по часовой стрелке на левой ноге).
Когда фигура смотрит влево или вправо то грудь и хвостик четко определяют направление, в котором она стоит, хотя есть некоторая неопределенность в том на какой ноге она стоит. Тем не менее, когда он отходит от поворота влево (или от поворота вправо), танцора можно увидеть лицом в любом из двух направлений. Сначала эти два направления находятся довольно близко друг к другу (скажем, оба налево, но одно обращено немного вперед, другое немного назад), но они становятся все дальше друг от друга, пока не достигнут положения, в котором находятся его хвост и грудь. Линия со зрителем (так что ни грудь, ни хвост не видны так легко). В этом положении он может быть обращен либо от зрителя, либо к зрителю, так что два возможных положения находятся на расстоянии 180 градусов.
Другой аспект этой иллюзии может быть вызван зеркальным отражение снизу. Естественно ожидать, что нормальное изображение и его отражение будут вращаться в противоположных направлениях. Это не происходит создавая парадоксальную ситуацию, когда зеркальное отражение и основное изображение танцовщицы вращаются в одном направлении.

## Психология зрительного восприятия
Установлено, что силуэт чаще виден вращающимся по часовой стрелке, чем против часовой стрелки. Согласно онлайн-опросу более 1600 участников, примерно двум 2/3 наблюдателей утверждают, что силуэт вращается по часовой стрелке. Кроме того, наблюдателям, которые изначально воспринимали вращение по часовой стрелке, было труднее испытать альтернативное вращение.
Результаты могут быть объяснены психологическим исследованием, предоставляющим доказательства предвзятого отношения, который влияет на восприятие силуэта наблюдателями.
В популярной психологии иллюзия была неправильно идентифицирована как личностный тест, который предположительно показывает какое полушарие мозга является доминирующим у наблюдателя. Согласно этой неверной интерпретации, он обычно называется «тестом правого полушария мозга» и широко распространялся в Интернете в период с конца 2008 года по начало 2009 года.
В статье 2014 года описывается активация мозга, связанная с переключением восприятия. Используя fMRI у добровольца, способного по желанию переключать направление вращения, было обнаружено, что за переключение отвечает часть правой теменной доли. Авторы связывают эту активацию мозга с недавно описанными спонтанными колебаниями мозга.

## Бистабильное восприятие
Существуют и другие оптические иллюзии, которые зависят от того же или сходного вида визуальной неоднозначности, известной как мультистабильное, в данном случае бистабильное, восприятие . Одним из примеров является куб Неккера.
В зависимости от восприятия наблюдателя видимое направление вращения может изменяться любое количество раз, что является типичной особенностью так называемых бистабильных восприятий, таких как куб Неккера. Эти чередования являются спонтанными и могут происходить случайным образом без какого-либо изменения стимула или намерения наблюдателя. Однако у некоторых наблюдателей могут возникнуть трудности с восприятием изменения движения вообще.
Один из способов изменить воспринимаемое направление — это использовать предотвращенное зрение и мысленно искать руку, идущую сзади, а не впереди, а затем осторожно отвести глаза назад. Некоторые могут легче воспринимать изменение направления, сужая визуальный фокус к определённой области изображения, такой как вращающаяся нога или тень под танцором, и постепенно глядя вверх. Можно также попытаться наклонить голову, чтобы почувствовать изменение направления. Другой способ — наблюдать за базовой теневой ногой и воспринимать её как пальцы ног, всегда указывающие от себя, и это может помочь с изменением направления. Можно также закрыть глаза и попытаться представить, как танцовщица движется в каком-то направлении, а затем снова открыть их, и фигура изменит направление. Ещё один способ — дождаться пересечения ног танцора в проекции, а затем попытаться почувствовать изменение направления. Можно также попытаться использовать периферическое зрение, чтобы отвлечь доминирующую часть мозга, медленно отвести взгляд от балерины, и можно увидеть, как она вращается в другом направлении. Возможно, самый простой способ — это быстро мигать (слегка изменяя скорость, если необходимо), пока последовательные изображения не пойдут в «новом» направлении. Тогда можно открыть глаза и сохранить новое направление вращения.